# Preston 28 February 1980
Preston 28 February 1980 — живий альбом англійської групи Joy Division, який був випущений 22 червня 1999 року.

## Композиції
| #   | Назва                | Тривалість |
| --- | -------------------- | ---------- |
| 1.  | «Incubation»         | 3:06       |
| 2.  | «Wilderness»         | 3:02       |
| 3.  | «Twenty Four Hours»  | 4:39       |
| 4.  | «The Eternal»        | 8:39       |
| 5.  | «Heart and Soul»     | 4:46       |
| 6.  | «Shadowplay»         | 3:50       |
| 7.  | «Transmission»       | 3:23       |
| 8.  | «Disorder»           | 3:23       |
| 9.  | «Warsaw»             | 2:48       |
| 10. | «Colony»             | 4:16       |
| 11. | «Interzone»          | 2:28       |
| 12. | «She's Lost Control» | 5:02       |

## Учасники запису
- Єн Кертіс — гітара
- Бернар Самнер — гітара
- Пітер Хук — барабани
- Стефен Морріс — бас-гітара

## Відгуки
Журнал CMJ Music Monthly назвав його «надзвичайно насиченим концертом, який демонструє важливість недовготривалого існування гурту». Pitchfork охарактеризував запис як «спантеличуюче низькоякісний», а самі учасники гурту нібито назвали його «найгіршим шоу, яке ми коли-небудь давали».